# Jingyo-myeon
Jingyo-myeon (koreanska: 진교면) är en socken i kommunen Hadong-gun i  provinsen Södra Gyeongsang i den södra delen av Sydkorea, 290 km söder om huvudstaden Seoul.